# Rivière des Indiens (lac aux Araignées)
Pour les articles homonymes, voir Rivière des Indiens.
La rivière des Indiens est un affluent de la rive nord du lac aux Araignées dans la municipalité de Frontenac, dans la municipalité régionale de comté (MRC) Le Granit, dans la région administrative de l'Estrie, au Québec au Canada.

## Géographie
Les bassins versants voisins de la rivière des Indiens sont :
- côté nord : rivière Nebnellis, ruisseau White, rivière Kokombis ;
- côté est : ruisseau Meads, ruisseau de l'École, Boundary Brook (É.U.A.), Hogans Brook (É.U.A.), Indian Brook (É.U.A.) ;
- côté sud : lac aux Araignées ;
- côté ouest : lac Mégantic.

La rivière des Indiens prend sa source au sud-est de l'étang du Castor (altitude : 565 m), à l'ouest du sommet du Mont Rider et au nord-est du mont Cliche.
À partir de sa source, la rivière des Indiens coule sur 4,8 km vers le sud jusqu'à sa confluence.
La confluence de la rivière des Indiens est située au fond de la baie de la Rivière des Indiens sur la rive nord du lac aux Araignées.

## Toponymie
Le toponyme « rivière des Indiens » a été officialisé le 5 décembre 1968 à la Commission de toponymie du Québec.